# Babický hořejšák
Babický hořejšák je rybník nacházející ve vsi Babice v okrese Pelhřimov. Má ledvinovitý tvar délky zhruba 65 m a šířky 35 m. Voda z něj odtéká potrubím na východ, kde pak pokračuje jako potok do Předožlabského potoka.

## Galerie

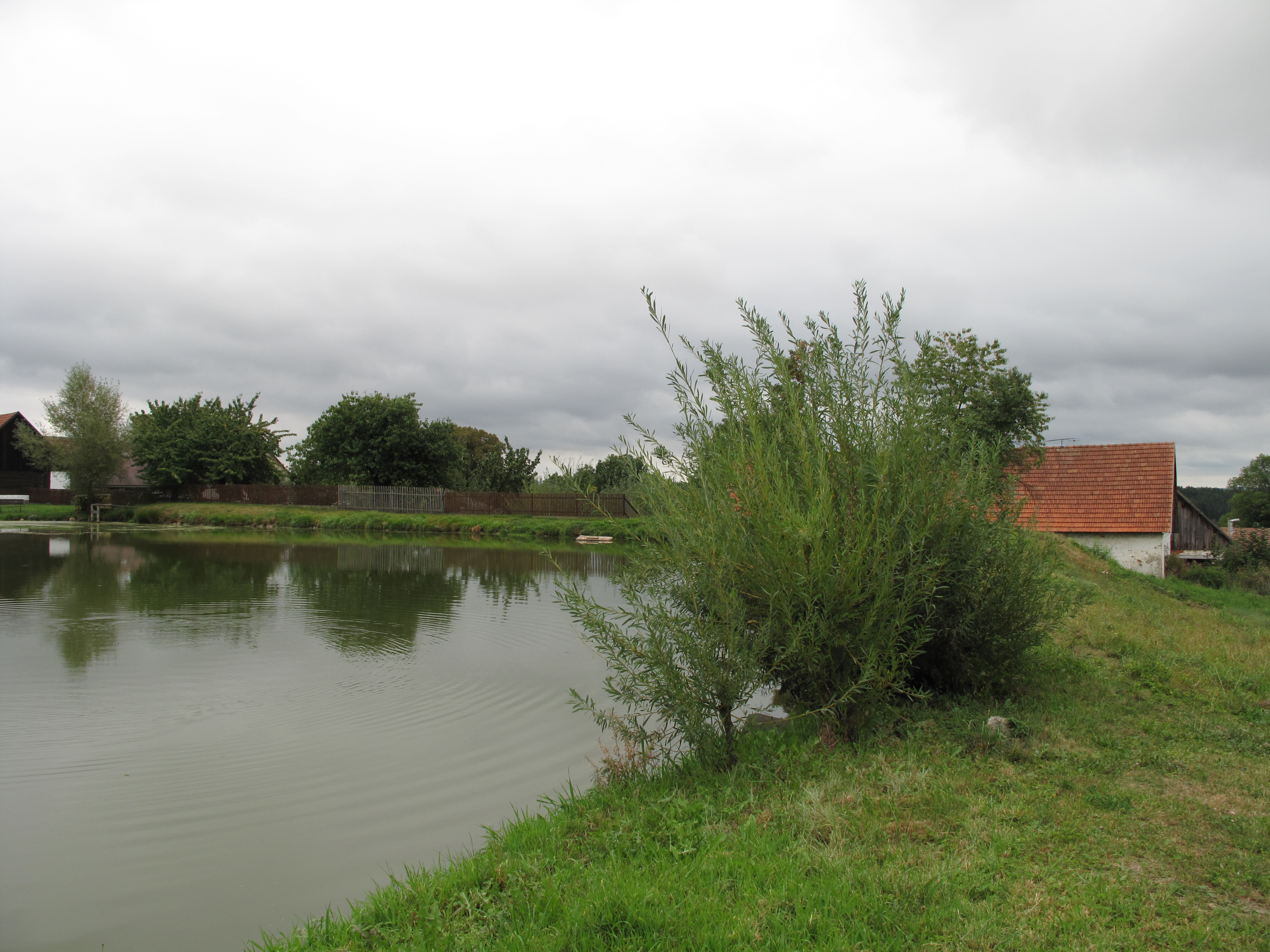
Hráz
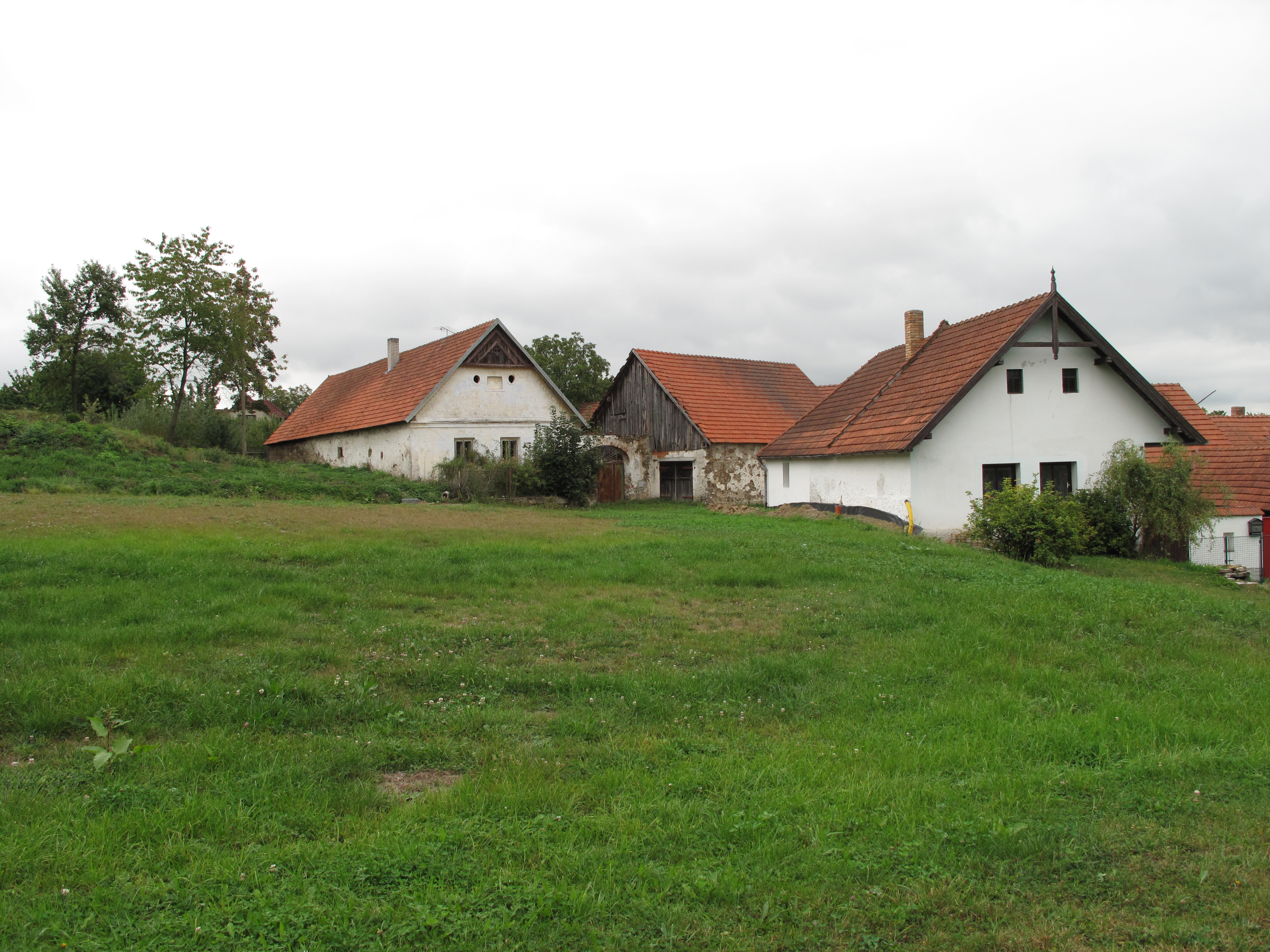
Chalupy pod hrází